# Erwein Nostitz-Rieneck
Erwein Nostitz-Rieneck (* 20. Mai 1863 in Mieschitz, Böhmen; † 3. November 1931 in Wien; geboren als Erwein Felix Maria, Graf von Nostitz-Rieneck) war ein böhmisch-österreichischer Industrieller und Politiker.

## Leben
Erwein Nostitz-Rieneck, Mitglied der österreichischen Adelsfamilie Nostitz, wurde als Sohn des Reichsgrafen Friedrich von Nostitz-Rieneck (1835–1866) und von Theresia, geb. Reichsgräfin von Thun und Hohenstein (1837–1908) geboren.
Mit der Volljährigkeit übernahm er die Verwaltung seiner Güter wie des Schlosses Mieschitz. In Rothau errichtete er ein Stahlwerk in dem im Jahr 1907 1000 Beschäftigte angestellt waren.
Nostitz war seit 1891 erbliches Mitglied des Herrenhauses des Wiener Reichsrats und wurde einer der wichtigsten Vertreter des liberal-zentralistischen Verfassungstreuen Großgrundbesitzes. 1901–13 vertrat er die Böhmische Landespartei als stellvertretender Parteiobmann und als Klubobmann im Böhmischen Landtag. Seine Versuche die deutsch-tschechischen Ausgleichsverhandlungen in Böhmen durch Vermittlung und Versöhnung zu lösen waren erfolglos. Dies zeigte die mittlerweile äußerst begrenzten Einwirkungsmöglichkeiten der konservativen Adelsvertreter wie Nostitz auf die radikal-nationalen Führer des Bürgertums. Für seine Kompromissbereitschaft wurde er auch von Parteikollegen wie Ottokar Czernin als in seinen Überzeugungen wankelmütig kritisiert. 1904 bis 1917 war er Mitglied, meist auch Obmann des Ausschusses für Bosnien und Herzegowina.
Mehrmals für Ministerämter im Gespräch spielte er gemeinsam mit seinen Parteifreunden Joseph Maria Baernreither und Max Egon zu Fürstenberg in der Innenpolitik während des Ersten Weltkrieges eine wichtige Rolle. Im Krieg war er Präsident des Roten Kreuzes von Böhmen und Leiter der freiwilligen Krankenpflege. Nach dem Krieg wurde er zum Präsidenten der deutschen Großgrundbesitzer in der Tschechoslowakei gewählt.

## Familie
Er heiratete 1891 in Wien Amalia Gräfin von Podstatzky-Liechtenstein (1867–1956), das Paar hatte vier Kinder:
- Therese Gabrielle Marie Cyrilla Methodia Amalia (1892–1963), ehelichte 1912 Johann Nepomuk Wilczek (1884–1968)
- Friedrich (1893–1973), ehelichte 1920 Sophie Hohenberg (1901–1990)
- Erwein Leopold Maria Alexius (1898–1952), ehelichte 1934 Gertruda Maria von Borkenau (1907–1995)
- Franziska Ida Mena (1902–1961), ehelichte 1921 Karl Egon Prinz zu Fürstenberg (1891–1973), den Sohn seines Parteifreunds